# Памятник В. В. Сенько (Чернигов)
Памятник В. В. Сенько — памятник монументального искусства местного значения в Чернигове. В 2018 году в связи реконструкцией Аллеи Героев был перенесён на временное хранение на территорию КП «Спецкомбинат КПО», но к 2021 году не был установлен.

## История
Решением исполкома Черниговского областного совета народных депутатов от 30.08.1991 № 193 присвоен статус памятник монументального искусства местного значения с охранным № 3467 под названием Памятник В. В. Сенько (1921-1984) — Герою Советского Союза.
Приказом Департамента культуры и туризма, национальностей и религий Черниговской областной государственной администрации от 07.06.2019 № 223 для памятника принято название Памятник Герою Советского Союза В. Сенько.
Был расположен в «комплексной охранной зоне памятников исторического центра города», согласно правилам застройки и использования территории.
В 2018 году в связи реконструкцией Аллеи Героев был перенесён на временное хранение на территорию КП «Спецкомбинат КПО», но к 2021 году не был установлен. 

## Описание
В 1987 году на Аллее Героев — напротив дома № 15 улицы Ленина — был установлен памятник в честь дважды Героя Советского Союза, уроженца Черниговщины Василия Васильевича Сенько. Стал последним памятником, установленным на Аллее Героев. 
Памятник представляет из себя бронзовый бюст, установленный на постаменте из чёрного полированного лабрадорита, который опирается на небольшую гранитную плиту. Василий Сенько изображён в форме с наградами, в том числе с двумя медалями «Золотая Звезда». На передней плоскости постамента закреплена табличка с надписью «Сенько Василь Васильович», на левом торце высечена надпись (заглавными): «Заслужений військовий штурман СРСР двічі Герой Радянського Союзу участник Великої Вітчизняної війни» («Заслуженный военный штурман СССР дважды Герой Советского Союза участник Великой Отечественной войны»). 
Авторы: скульптор — Народный художник УССР А. П. Скобликов, архитектор — В. М. Устинов.